# Louis Couperin
Louis Couperin (1626-1661) là nhà soạn nhạc người Pháp. Ông là ông nội của François Couperin, người được gọi là Couperin Lớn (Couperin le Grand). Ông là người cho thể loại prelude.